# سگ کوهستانی برنس
سگ کوهستانی برنس (به انگلیسی: Bernese Mountain Dog)، نام یکی از نژادهای سگ است که خاستگاه آن به سوئیس بازمی‌گردد.

## خصوصیات
وزن جنس نر سگ کوهستانی برنس ۸۰–۱۲۰ پوند (۳۶–۵۴ کیلوگرم) است و وزن جنس مادهٔ آن ۷۰–۱۱۰ پوند (۳۲–۵۰ کیلوگرم). قد جنس نر سگ کوهستانی برنس ۲۴–۲۸ اینچ (۶۱–۷۱ سانتیمتر) است و قد جنس مادهٔ آن ۲۲–۲۶ اینچ (۵۶–۶۶ سانتیمتر). سگ کوهستانی برنس در هر بار زایمان میانگین ۵ تا ۷ تا حداکثر تا ۱۵ توله می‌زاید.